# Tár úr steini
Tár úr steini é um filme de drama islandês de 1995 dirigido e escrito por Hilmar Oddsson. Foi selecionado como representante da Islândia à edição do Oscar 1996, organizada pela Academia de Artes e Ciências Cinematográficas.

## Elenco
- Þröstur Leó Gunnarsson - Jón
- Ruth Olafsdottir - Annie
- Winfried Wagner - Ræðumaður
- Ulrich Tukur